# Heeresbekleidungsanstalt Brunn am Gebirge

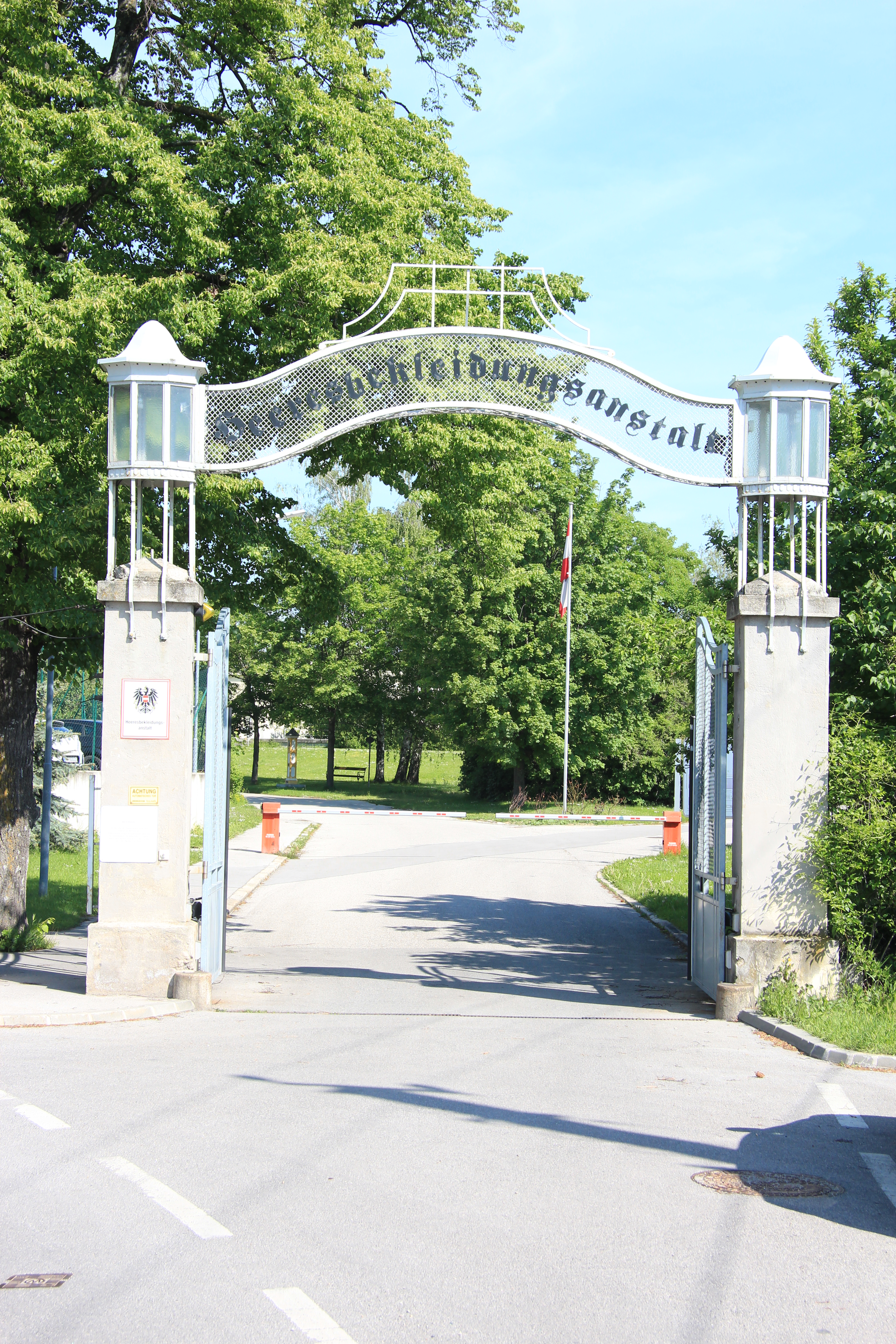
Einfahrt der HBA

Die Heeresbekleidungsanstalt (HBA) in Brunn am Gebirge in Niederösterreich ist eine Kaserne des Österreichischen Bundesheeres. Organisatorisch unterstellt war die Kaserne seit 2006 dem Kommando Einsatzunterstützung. Mit 1. April 2019 wurde sie dem neu aufgestellten Kommando Streitkräftebasis zugeordnet. Grundwehrdiener waren nie in Brunn stationiert, sondern nur von anderen Kasernen dienstzugeteilt.
Über die HBA findet die Versorgung mit Bekleidung des gesamten Bundesheeres statt. Auch Neuentwicklungen von Materialien oder ganzen Bekleidungsstücken werden in den Werkstätten, die auch Lehrlinge ausbilden, durchgeführt. Für die Qualitätsprüfungen sind Labors für Wetter-, Brand- und Nässe eingerichtet. Prüfungen werden aber nicht nur für das Bundesheer selbst, sondern auch für andere Organisationen, wie für die Polizei durchgeführt. Im Jahr 2009 sind annähernd 120 Mitarbeiter beschäftigt.
Der Vorgänger der HBA reicht bereits in die Zeit der k.k. Landwehr der österreichisch-ungarischen Monarchie zurück. Die Kaserne wurde 1913 als k.u.k. Monturdepot errichtet. Im Jahr 1914 waren die 4. Infanterie-Truppendivision und die Infanterie-Brigade hier stationiert. Während der Zeit des Zweiten Weltkrieges unterstand die Kaserne ebenfalls der Wehrmacht. Seit 1957 untersteht die Kaserne dem Bundesheer.
In den Jahren nach 2000 wurde das Areal, das direkt an der Südbahn liegt, stark verkleinert. Auf einem Teil wurden Wohnungen für Bundesheerbedienstete geschaffen, auf einem anderen wurde ein Sicherheitszentrum mit Feuerwehr und Rotkreuz-Station der Gemeinde Brunn errichtet.
Zusätzlich zum Bundesheer ist die HBA auch verantwortlich für die die verschiedenen Uniformen von Finanz-, Innen- und das Verkehrsministerium. Sie arbeitet auch eng mit der HTBLuVA Wien 5 Spengergasse zusammen.
Im Jahr 2023 wurde die HBA beim Österreichischen Verwaltungspreis als Sieger in der Kategorie „New Work, strategische Steuerung und Transformation“, gemeinsam mit der Stadt Wien, der Berufsfeuerwehr Linz und der Bundesbeschaffung GmbH für ein Projekt zur gemeinsamen Beschaffung von Dienst-, Einsatz- und Repräsentationsbekleidung ausgezeichnet. Im Speziellen erbrachte die HBA den kompletten technischen Support und die technische Beratung im Ausschreibungsverfahren.